# V Sport Motor
V Sport Motor är en av Viasats sportkanaler. Kanalen är betalkanal för motorsport och man sänder bland annat Formel 1, MotoGP, Nascars samtliga 3 nationella serier, Indycar och Formel 2. Kanalen finns även tillgänglig i HD-format med identisk tablåläggning, med namnet Viasat Motor HD.
Huvudnumret är Formel 1 där man sänder träningar, kval och race.
V Sport Motor inledde även en satsning på MotoGP och kanalen direktsänder även motorcykelklasserna Moto2 och Moto3.

## Sändningar i Norge
Kanalen sänder också i Norge under samma namn. Huvudnumret är även där Formel 1. Man visar även Nascar, GP2, WRC och Moto GP.